# 西川顕
西川 顕（にしかわ けん 1967年12月3日 - ）は日本の作曲家、映像作家、ラジオDJ、翻訳家。静岡県熱海市出身。東京都在住。

## 来歴
熱海の芸妓、松千代（本名：西川千鶴子　1938 -）と、京都友禅の染色家で人間国宝、上野為二（1901 - 1960）の長男、上野忠夫（染色家　1931 - 1977）との間に生まれる。弟と妹あり。両親は結婚しないまま父は9歳の時に死亡。以降母親に育てられる。
中学生までは思想も極めて保守的で政治や経済に興味があり、また作文とスピーチも得意だった為、その方向に進もうと考えていたが、中学3年生の時にビートルズを聴いてから興味も思想もパラダイムシフト。以降作曲家、プロデューサーを夢見るようになり、思想も「国家より地球・宇宙に対して帰属意識を持て」と考える様になり、現代の政治や経済の仕組みやあり方そのものに疑問を持つ様になる。その頃より自宅にあったカラオケ練習用ラジカセやオープンリールのテープを使って多重録音をしながら作曲および楽曲制作を行う。
17歳の時渡英、イースト・サセックス州ブライトン市に滞在。
20歳の頃より東京でバンド活動を開始。作詞、作曲、ギター、ヴォーカルを担当。また音楽活動と並行して語学を生かし、フジテレビの『男と女の輸入物』の字幕チェックや『ひらけ！ポンキッキ』の通訳を行ったり、語学学校で英語教師を行う。
26歳の時に再渡英。ロンドンで自らのバンド活動をしながら、幾つかのバンドを掛け持ちして、The GarageやMean Fiddler、Rock Garden等々でライブを行う。1995年には全曲自作自演のソロ・アルバム、『Renaissance Pop』を自費リリース。
同時期、英国国営放送BBCでニュースを始め、Panorama, The Money Programme、Tomorrow's Worldやドキュメンタリーの日本語訳及び吹き替えの仕事を行っている。
1998年よりベースを再び東京に移す。同年J-WAVEの深夜番組『Underground Airways』でラジオDJデビュー。
1999年4月、α-stationで『Massiveloop』放送開始。以降丸12年に渡りロンドンのクラブ、Ministry of SoundやfabricのDJミックスをフィーチャー。エレクトロニック系の音楽を中心に、ネットで話題になったムネオハウスからジョン・ケイジに代表される前衛音楽、バートン・クレーンのような戦前のマニアックな歌謡曲まで、通常ラジオではかかりづらい楽曲を敢えて選曲。またイルミン・シュミット（元カン）やデヴィッド・シルヴィアン（元ジャパン）、マーク・ベル（LFO）、ジェフ・ミルズ、ア・ガイ・コールド・ジェラード、クラーク、ルーク・バイバート、!!!、Monday満ちる等といった多彩なゲストの出演も話題となった。
1999年頃よりクラブDJとしても活動開始。WOMB、Space Lab Yellowといった東京のクラブを始め、京都のMetroやWorld、ロンドンのICA等でもプレイしている。
2002年10月、BS-i（現BS-TBS）の音楽番組『Music Tide』でTVディレクター・デビュー。以降、TVディレクターとしても活動。
2005年、Fleck E.S.Cらと共にレコードレーベル『日本音響制作有限会社』（Japan Audio Productions inc.）を設立。コンピレーション・アルバム『JAP KIDS vol. 1:  Autumn & Winter 2005 collection』に楽曲３曲提供。
2012年に海外向けドキュメンタリー『Matsuchiyo - a life of a geisha』を自主制作。監督をはじめ、編集、英語ナレーション、字幕、カメラ、音楽を担当。
2017年、ロックンロール・ホラー映画『ゴーストロード』で共同監督、編集、サウンド・デザイン、字幕を担当。同作品は2017年9月にレインダンス映画祭（英）でワールド・プレミア上映後、9月30日より日本で封切。レイク・チャールズ映画祭（米）では最優秀外国語映画賞部門で２位、ソチ映画祭（露）でも最優秀作品賞をはじめ、３部門にノミネートされている。同作品はカナダでも2018年8月より劇場公開。
2018年4月、東京のアングラ・クラブおよび音楽シーンについて英語で書いた記事がBBCのウェブサイトに掲載される。
2018年8月よりミュージシャンの高瀬大介と共にポッドキャスト・ウェブ動画番組「Do you believe in Sushi?」配信開始。
2018年10月、自身が監督、出演、構成、編集、音楽を担当したドキュメンタリー映画『松千代 - ライフ・オブ・ア・ゲイシャ（松千代一代記）』が『ゴーストロード』に続き2年連続でレインダンス映画祭にてワールド・プレミア上映。
2019年12月3日、 Catherine Scaillet Van der StappenとのユニットNivatakのファースト・アルバム"GO"をリリース。

## 影響を受けたアーティスト
- 映画監督として最も尊敬するのはアレハンドロ・ホドロフスキー。他にフェデリコ・フェリーニ、ミシェル・ゴンドリー、スタンリー・キューブリック、黒澤明、小津安二郎、山田洋次、新海誠を好きな監督に挙げている。
- 音楽で影響を受けたのはビートルズ、プリンス、ドアーズ、ボブ・ディラン、エイフェックスツイン、スクエアプッシャー、ブライアン・ウィルソン、バート・バカラック、アントニオ・カルロス・ジョビン、エリック・サティ、ジミ・ヘンドリックス、ゴダイゴ。ボーカリストとして好きなのはジョン・レノン、美空ひばりと小林旭。
- 好きな作家はオスカー・ワイルドと樋口一葉。
- アートで好きなのは会田誠、バンクシー、ダミアン・ハースト、ヴィンセント・ヴァン・ゴッホなど。

## 趣味・嗜好
- Yes, MinisterやThe Mighty Boosh、The Hitchhiker’s Guide to the Galaxy等イギリスのコメディ番組のファン。
- パシフィストながら隠れミリオタ。好きな戦闘機はスピットファイア、好きな軍艦は大和、好きな戦車はパンサー。

## その他
- 英国にいた期間が長い為、話す英語はブリティッシュ・イングリッシュ。ブリティッシュ・イングリッシュを話す日本の男性バイリンガル・ナレーターは比較的少数のため、本人曰く「競争相手が少なくて助かっている」との事。声のトーンは低め。
- 関東地区では『西川 顕』、関西地区では『ケン・ニシカワ』というDJネームであった。
- 番組『Music Tide』の手書き風ロゴは直筆。
- 楽曲の作風に関しては、90年代まではUKのロックやミネアポリス・サウンド、フレンチ・ポップスに影響を受けた歌もの中心だったが、2000年代以降はテクノ系のインストものが多くなっている。但し映画のサントラではアコースティックものからオールドスクールなロックンロール、クラシック、日本の伝統音楽の旋律まで手がけている為、作曲のスタイルは多彩である。
- 菜食主義者であるが、子供の頃より基本的に魚介類も肉類も苦手であった為、「正確に言えば偏食主義者」であるとの事。その為肉食・雑食の習慣に反対している訳ではないが、「自分が生きるために戴く命は（動・植物問わず）自分の手で殺めてこそ、命に対する本当の感謝と敬意を表すことになる」と考えている。

## 関わった主な番組

### テレビ
- BBC NEWS（BBC）
- Panorama（BBC）
- Money Programme（BBC）
- Tomorrow’s World（BBC）
- Music Tide（BS-i）
- Good Time, Good Music（BS-TBS）
- 愛・旅物語（BS-TBS）
- Yuming 40th Anniversary Special - 恋はロック・スピリット（スペースシャワーTV）
- Paul McCartney Special（MTV）
- Nirvana Special（MTV）

### ネットテレビ
- J-POP NEWS

### ラジオ
- Underground Airways（J-WAVE）
- Massiveloop（α-station）
- Brit Awards Special（Tokyo FM、Nack5、ZIP FM、α-station）
- ANA Club Oasis（ANA機内放送）
- ANA Slow Music Style（ANA機内放送）
- KDDI Prime Time Radio（Tokyo FM）
- Dear Friends（Tokyo FM）
- Maniac Monday（NIKKEI第2）
- Demystify (Tokyo FM, with Nick Luscombe)

### ラジオCM
- カルティエ・サントス
- サトー製薬バイエル・アスピリン

### 映画
- Matsuchiyo - a life of a Geisha
- ゴーストロード

## 主なミュージック・ビデオ作品
- Shonen Knife / Ghost Train（2012）（共同監督：Mike Rogers）
- Su凸ko D凹koi / ブス（2015）（共同監督：Mike Rogers）
- The Privates / Action Woman（2016）（共同監督：Mike Rogers）
- The Neatbeats / Snaky Baby（2014）（共同監督：Mike Rogers）
- Moja / Hello Hello（2011）（共同監督：Mike Rogers）
- The Baby Shakes / Do What You Want（2017）（共同監督：Mike Rogers）
- Bobby’s Bar / Weirdo Jungle（2013）（共同監督：Mike Rogers）
- The Dolomites / Wakannai (I don’t know)（2015）
- Maki Mannami / Turquoise Blue（2008）
- 高瀬大介 / 夢みたい(な)もんだ（2017）
- 高瀬大介 / ミラクル（2017）
- North Pacific / What Do you Do with a Manioc?（2018）
- Mr. Diagonal / A Brief History of Time（2018）
- Nivatak (2019)
- WM/邪魔すんな（2021）

## ディスコグラフィー

### アルバム
- 1995 Renaissance Pop （KEN名義）
- 2005 JAP KIDS vol. 1:  Autumn & Winter 2005 collection（コンピレーション。Kendajapkid名義）
- 2019 GO (Nivatak)

### シングル
- 2015 Data Love（Kendajapkid名義）
- 2016 Les Petit Diable（Kendajapkid名義）